# Presa y lago de Fort Peck

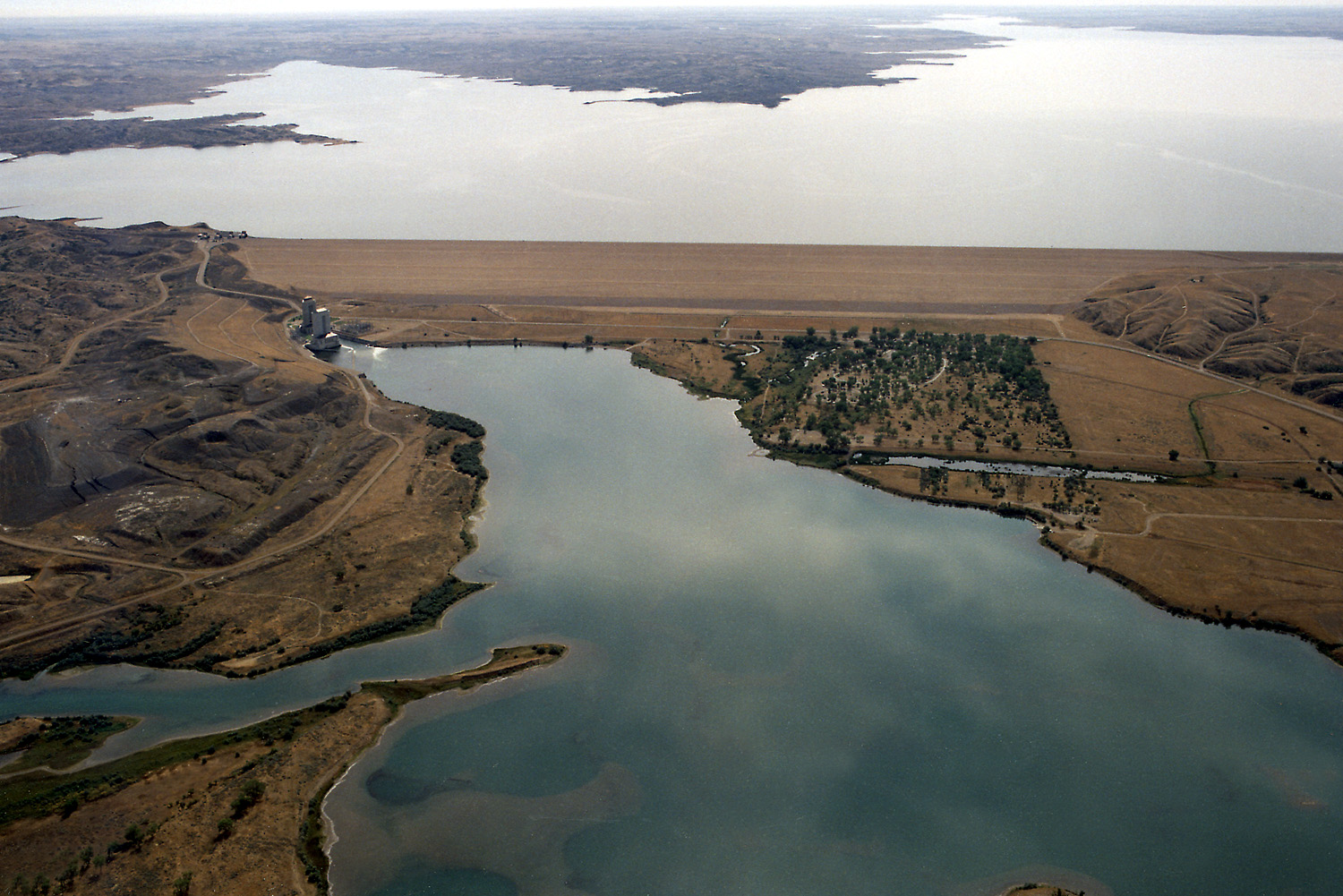
Presa de Fort Peck en el río Misuri. La vista es río arriba al sureste.

La presa de Fort Peck (del inglés: Fort Peck Dam) es la más alta de las seis grandes presas construidas a lo largo del río Misuri, ubicada en el noreste del estado de Montana en los Estados Unidos, cerca de Glasgow, y junto a la comunidad de Fort Peck. Con 6.409 metros de largo y alrededor de 76 metros de alto, es la presa hidráulicamente rellena más grande de los Estados Unidos, y crea el lago Fort Peck (del inglés: Fort Peck Lake), el tercer embalse de más superficie del país. Queda dentro del Refugio de vida salvaje nacional Charles M. Russell. La presa y el lago, de 216 km de largo, se crearon para generar energía hidroeléctrica, el control de las inundaciones y el control de la calidad de las aguas.  Tiene una línea de costa de 2540 km, que es mayor que la costa del estado de la costa de California.
La central hidroeléctrica actualmente tiene una capacidad teórica de 185 megavatios, divididos en 5 unidades generadoras: tres unidades en la casa número 1, acabadas en 1951, generan un total de 105 MW; otras dos unidades generadoras en la casa número 2, cabadas en 1961, tienen 80 MW.
El embalse puede alcanzar una altitud operativa máxima de 690 m s. n. m. y una altitud normal de 685 m s. n. m. El nivel del aembalse cambia a lo largo del tiempo, dependiendo de una serie de factores. Durante la primera semana de febrero de 2007, el embalse estableció su récord de menor elevación en 670 m por encima del nivel del mar, casi 3,6 m menor del anterior récord, establecido en 1991.

## Para saber más
- Doig, Ivan (1996) Bucking the Sun, Nueva York: Simon and Schuster, Inc. ISBN 0-684-81171-5
- Lonnquist, Lois (2006) Fifty Cents an Hour: The Builders and Boomtowns of the Fort Peck Dam, MtSky Press ISBN 0-9786963-0-1